# Convarcia apicata
Convarcia apicata är en insektsart som först beskrevs av Melichar 1898.  Convarcia apicata ingår i släktet Convarcia och familjen Nogodinidae. Inga underarter finns listade i Catalogue of Life.